# Аметистова хамелеонова гъба
Аметистовата хамелеонова гъба (Laccaria amethystina) е вид ядлива базидиева гъба от семейство Hydnangiaceae.

## Описание
Шапката достига до 5 cm в диаметър. Като млада е полукълбовидна, а след това се разперва до почти плоска, понякога слабо вдлъбната в средата и покрита с фина плъст. На цвят е бледо до наситено лилава, като при изсъхване изсветлява до охрена с лилави оттенъци. Пънчето е цилиндрично, право или закривено, надлъжно влакнесто и в цветовете на шапката. Месото е тънко, еластично, лилаво, без аромат. Гъбата е годна за храна, но няма някакви особени вкусови качества.

## Местообитание
Среща се през юли – ноември поединично или на малки групи в широколистни, смесени и иглолистни гори.